# 三和町渡戸
三和町渡戸（みわまち わたど）は、福島県いわき市の大字である。郵便番号は970-1261および970-1361（字川前）。

## 地理
いわき市中部の三和地区に属する。北西で三和町下市萱、三和町中寺、北で三和町上永井、北東で三和町下永井、南東で三和町合戸、南で遠野町入遠野、西で石川郡古殿町大久田とそれぞれ隣接する。概ね町村制施行以前の磐前郡渡戸村の流れを汲む地域である。二級水系夏井川水系好間川上流域、支流の大沢川右岸から渡戸川左岸側と、二級水系鮫川水系入遠野川上流右岸域（字川前）を主な範囲とする。好間川とその支流沿いの平地に水田が広がり、国道49号沿いや平地北側の山裾に集落が位置するほかは、地区内のほとんどが山林で占められている。内郷御厩町内に所在するいわき中央警察署及び三和町下市萱に所在する内郷消防署三和分遣所がそれぞれ管轄にあたる。

### 主な字
字
- 弓張木
- 宿
- 宿頭
- 峠平

- 楢木
- 中ノ内
- 高野
- 滝中子

- 日渡
- 山ノ神
- 二本川
- 川前

### 河川
二級水系夏井川水系
- 好間川
  - 渡戸川
  - 大沢川

二級水系鮫川水系
- 入遠野川

## 歴史
- 1879年1月27日 - 笠間藩領合戸村が福島県内における郡区町村制の施行により磐前郡の村となる[4]。
- 1889年4月1日 - 町村制の施行により渡戸村が下永井村、上永井村、合戸村と合併し永戸村が発足する。旧渡戸村域は永戸村の大字となる。[4]。
- 1896年4月1日 - 磐前郡と周辺郡との合併により石城郡が発足し、石城郡永戸村となる[4]。
- 1955年2月11日 - 石城郡永戸村が三阪村、沢渡村と合併し三和村となり、三和村の大字となる[4]。
- 1966年10月1日 - 三和村が平市・磐城市・常磐市・勿来市・内郷市、石城郡遠野町・四倉町・小川町・川前村・田人村・好間村、双葉郡久之浜町・大久村と合併しいわき市となり、いわき市三和地区の大字となる[4]。

## 世帯数と人口
2023年10月31日現在の世帯数と人口は以下の通りである。
| 大字       | 世帯数  | 人口  |
| ---------- | ------- | ----- |
| 三和町渡戸 | 102世帯 | 282人 |

## 小・中学校の学区
市立小・中学校に通う場合、学区は以下の通りとなる。
| 番地 | 小学校               | 中学校               |
| ---- | -------------------- | -------------------- |
| 全域 | いわき市立三和小学校 | いわき市立三和中学校 |

## 交通

### 道路
- 磐越自動車道
  - 渡戸トンネル
- 国道49号
  - いわき三和トンネル
- 福島県道20号いわき上三坂小野線

## 施設
- 三和保育所
- 正福院
- 熊野神社
- 稲荷神社